# NeVe 1
 (mars 2024).
Améliorez-le ou discutez des points à vérifier. 
NeVe 1 ou PGC 59827 est la galaxie la plus brillante et la galaxie centrale du superamas du Serpentaire. Elle est très connue pour être la troisième source X la plus lumineuse vue depuis la Terre. Une telle luminosité la place dans la catégorie des sources X ultralumineuses abrégée ULX (Ultra Luminous Xray) 
L'amas là où elle est placée se situe juste au dessus du plan de la Voie lactée. Cet endroit se nomme la constellation d'Ophiuchus d'où le nom d'amas d'Ophiuchus[source insuffisante]. Au vu de cette source ULX, les scientifiques l'ont très vite remarqué. Ce sera une équipe de scientifiques travaillant avec le XMM-Newton qui découvrira cette galaxie lors d'une recherche de galaxies cachées dans le plan de la Voie lactée (cette région se nomme la Zone d'évitement)[source insuffisante].
Cette source ULX est associée à une éruption du trou noir central; ce cas ressemble en beaucoup de points à MS 0735.6+7421. Selon les valeurs de redshift, elle se situe à 411 millions d'années-lumière

## Caractéristique de PGC 59827
Les observations de cette galaxie sont difficiles ; en effet, des nuages de gaz pourraient courber la lumière et fausser les données. Les observations, en proche infrarouge et rayons X, ont permis de placer PGC 59827 dans la catégorie des galaxies elliptiques géantes ; elle est très probablement une des plus grandes galaxies de l'univers. Selon les observations les plus précises, elle semble avoir la même taille que M87 soit plus d'1 million d'années-lumière. Les observations de 2010, faites avec le télescope spatial Chandra, ont montré que PGC 59827 attire toutes les galaxies composant l'amas d'Ophiluchus sous l'action de la matière noire à la manière du "Grand Attracteur". La matière noire s'organise sous la forme d'un halo d'une taille de 4 kilo parsec (Kpc) soit 13 000 années-lumière, ce qui définit le centre de PGC 59827 comme un centre refroidissant.

## Observation de PGC 59827
Lors de la première observation en 1985, PGC 59827 a été identifiée comme une nébuleuse planétaire avec un grand taux de formation d'étoiles se situant dans le nuage d'Ophiuchi. Elle a été enregistrée dans un catalogue publié par les astronomes allemands Thorsten Neckel et Hans Vehrenberg en utilisant les données retravaillées du POSS (Palomar Observatory Sky Survey). Cet objet sera assigné au premier numéro du catalogue AGPN (Atlas of Galactic Planetary Nebulae) ainsi qu'au numéro 1 du catalogue NeVe (NeVe de leur initiale Thorsten Neckel et Hans Vehrenberg). Cette classification sera incorporée dans la base de données de Strasbourg-ESO (Simbad), elle sera enregistrée comme une nébuleuse galactique en émission. Ce n'est qu'après une ré-observation faite par l'ESO que cette classification sera rectifiée.

## Éruption galactique de PGC 59827

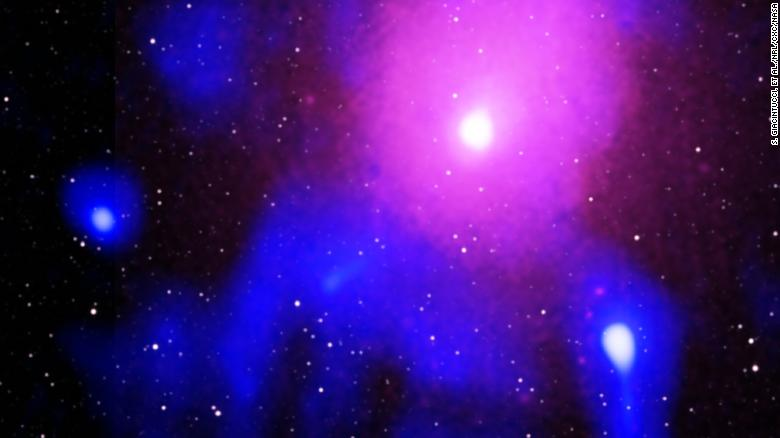
Image du Super amas d'Ophiuchi. Image obtenue en combinant celle du XMM-Newton et celle du Giant Metrewave Radio Telescope. NeVe 1 est le point violet hyper lumineux au centre et les autres points bleus sont des jets fossiles

Un rapport d'observation, publié en 2020, a montré l’identification d'une région radio datée de plusieurs milliards d'années; cette région est qualifiée de "radio fossile". Cette région semble indiquer qu'une grande activité siégeait au centre de PGC 59827. Cette observation a aussi relevé la présence d'une structure décrit comme "bulle" thermique émettrice de rayons X; cette structure présente aussi deux petits lobes radio émanant du centre galactique. De très grandes cavités ont aussi été remarquées; elles semblent être à l'origine d'une propulsion de matière venant du centre. (cas très similaire RX J1532.9+021). Ces cavités sont d'une taille d'environ 1,5 million d'années-lumière. La propulsion de matière semble aussi avoir créé des cavités dans les galaxies proches de PGC 59827. Les restes des jets possèdent des niveaux d'énergie semblables à 5×1061 ergs. Ces jets sont datés de 240 millions d'années, ils sont d'ailleurs l'évènement le plus énergétique détecté à ce jour (18/04/2022) Pour avoir une idée de la puissance de ces derniers, ils sont 5 fois plus puissants que ceux bien connus de MS 0735.6+7421 et 5.7 millions de fois plus puissants que GRB 080916C. L'événement GRB 080916C est bien connu pour être le GRB (Gamma Ray Burst) le plus puissant de l'univers. Cette émission d'énergie venant du centre de PGC 59827 arrêtera d'émettre dans 1×1034 ans, vers la fin de l'ère de Dégénération de l'univers.

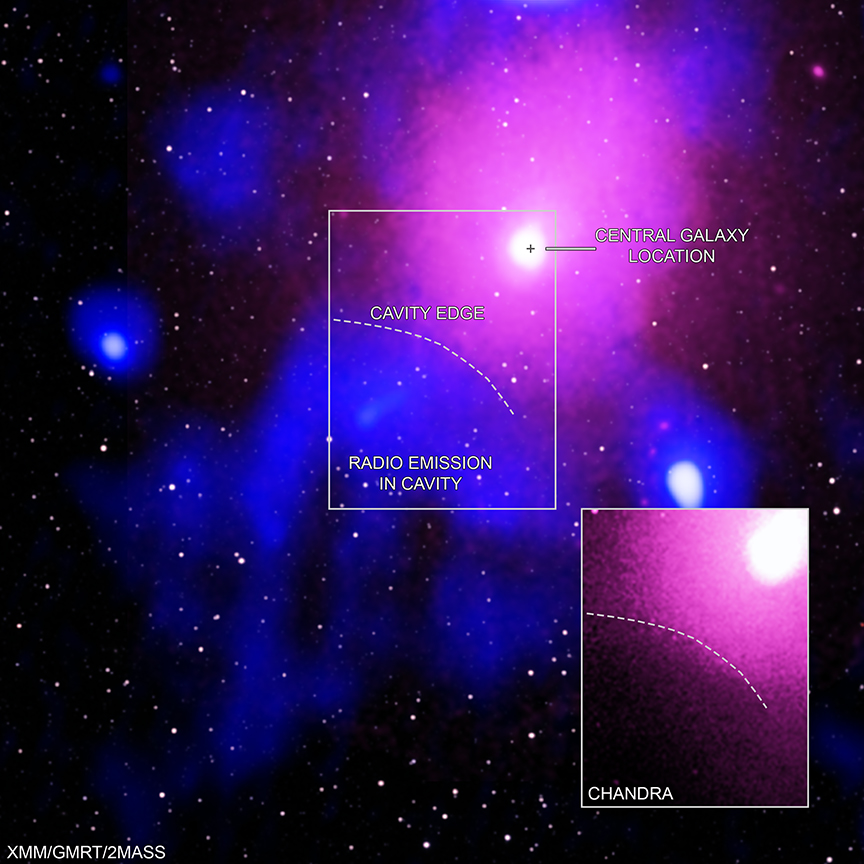
Image du Super amas d'Ophiuchi détaillée. Le centre de la galaxie 1 est marqué d'une croix (+), incluant une carte détaillée du halo de rayons X et les cavités associées aux jets radio. L'image détaillée des cavités a été prise par le télescope spatial Chandra.

Les jets ont été créés par le trou noir central de PGC 59827, ils seraient dus à une cascade de matière d'une masse de 270 millions de masses solaires tombant vers le trou noir. Cette matière vendrait d'une galaxie naine dévorée par le trou noir,. Pour une meilleure compréhension, voir la page Quasar et la page Jet astrophysique

## État de la galaxie
Avec tous ces faits, une question reste en suspens. Comment se fait-il que sa galaxie ait tenu le coup car généralement, les galaxies subissant une telle activité finissent par être éparpillées ? Ici la galaxie reste bien en place autour du trou noir. La galaxie tiendrait en place grâce à une grande quantité de matière noire agissant comme un puits gravitationnel.

## Trou noir supermassif
Grâce au comportement de ces flux d'énergie, la masse du trou noir central a pu être estimée ; les mesures ne sont pas très précises mais elles nous donnent une bonne idée du monstre qui réside au centre de PGC 59827. Les plus grosses estimations montent jusqu'à 400 milliards de masses solaires même si les scientifiques s'accordent sur une masse de 51 à 61 milliards de masses solaires,,